# Una fantastica gita
Una fantastica gita, distribuito anche col titolo Una bella gita (A Grand Day Out), è un cortometraggio d'animazione televisivo del 1989 scritto e diretto da Nick Park. È il primo corto in claymation con protagonista il duo Wallace & Gromit. Il corto, che vide Park occuparsi anche dell'animazione e della scenografia, fu prodotto alla National Film and Television School di Beaconsfield e alla Aardman Animations di Bristol.
Il cortometraggio fu proiettato in anteprima il 4 novembre 1989 al BBC British Short Film Festival presso la galleria Arnolfini di Bristol. Uscito nei cinema statunitensi il 18 maggio 1990, fu trasmesso nel Regno Unito la vigilia di Natale dello stesso anno su Channel 4.
Il film fu candidato per l'Oscar al miglior cortometraggio d'animazione nel 1991, ma perse contro Creature Comforts, un altro cortometraggio in passo uno realizzato da Nick Park e dalla Aardman Animations. Una fantastica gita diede origine a una serie di opere con protagonisti Wallace & Gromit, a cominciare dal cortometraggio del 1993 I pantaloni sbagliati.

## Trama
L'inventore Wallace e il suo cane Gromit, mentre cercano di decidere dove trascorreranno la loro bank holiday, scoprono che la loro casa è priva di formaggio, di cui Wallace è ghiotto. Poiché "lo sanno tutti che la Luna è fatta di formaggio", Wallace decide di costruire un razzo e usarlo per volare sulla Luna. All'arrivo, i due iniziano ad assaggiare dei pezzi di Luna e incontrano un robot a gettoni; Wallace vi inserisce una moneta, ma non succede nulla: soltanto dopo che lui e Gromit se ne sono andati, il robot prende vita e raccoglie i piatti sporchi lasciati nel luogo del picnic.
Il robot scopre una rivista sullo sci di Wallace e desidera ardentemente recarsi sulla Terra per sciare. Ripara un pezzo della Luna che Wallace aveva tagliato, emette una multa per il parcheggio del razzo e si infastidisce per una perdita d'olio dal velivolo. Così, il robot si avvicina di soppiatto a Wallace e si prepara a colpirlo, ma i soldi che Wallace ha inserito si esauriscono e si blocca. Wallace, incuriosito, inserisce un'altra moneta come pagamento e si prepara a partire con Gromit e il formaggio che hanno raccolto.
Quando li vede salire sull'astronave, il robot si rende conto che Wallace e Gromit possono portarlo sulla Terra e li insegue, ma Wallace va nel panico, pensando che il robot sia arrabbiato per il formaggio che sta portando con sé, e lui e Gromit si ritirano nel razzo. Incapace di salire la scala, il robot taglia la fusoliera usando un apriscatole. Entrando nella buia sezione del motore del razzo, accende un fiammifero e dà fuoco accidentalmente a del carburante. L'esplosione risultante lo lancia fuori dal razzo mentre decolla. Inizialmente sconvolto per aver perso la possibilità di andare sulla Terra, il robot trasforma gli scarti della fusoliera del razzo in sci e inizia a sciare attraverso il paesaggio lunare, salutando Wallace e Gromit mentre tornano a casa.

## Produzione
Nick Park iniziò a creare il film nel 1982, come progetto di laurea per la National Film and Television School. Nel 1985 la Aardman Animations lo assunse prima che finisse il progetto, permettendogli di lavorarci part-time pur essendo finanziato dalla scuola. Per realizzare il film, Park scrisse all'azienda di William Harbutt richiedendo una tonnellata di plastilina. Il blocco ricevuto aveva dieci colori, uno dei quali era chiamato "pietra"; questo fu usato per Gromit. Park voleva dare egli stesso la voce a Gromit, ma si rese conto che la voce che aveva in mente – quella di Peter Hawkins – sarebbe stata difficile da animare. Per dare la voce a Wallace, Park offrì a Peter Sallis 50 sterline, e l'approvazione da parte dell'attore sorprese molto il giovane animatore.
Park voleva che Wallace avesse un accento del Lancashire come il suo, ma Sallis poteva fare solo una voce dello Yorkshire. Ispirato dal modo in cui Sallis pronunciava la parola "cheese" (formaggio), Park scelse di dare a Wallace delle grandi guance. Quando Park chiamò Sallis sei anni dopo per spiegare che aveva completato il suo film, Sallis imprecò sorpreso.
Gromit prende il nome dai gommini (in inglese "grommets"), perché il fratello di Park, un elettricista, li menzionava spesso e a Nick Park piaceva il suono della parola. Wallace era originariamente un postino di nome Jerry, ma Park ritenne che il nome non si abbinasse bene a quello di Gromit. Park vide un Labrador retriever in sovrappeso di nome Wallace, che apparteneva a una donna anziana che saliva su un autobus a Preston. Park commentò che era un "nome buffo, un nome molto nordico da dare a un cane".
Secondo il libro The World of Wallace and Gromit, i piani originali prevedevano che il film sarebbe durato quaranta minuti, inclusa una sequenza in cui Wallace e Gromit avrebbero scoperto un fast food sulla Luna. Per quanto riguarda la trama originale, Park disse:

## Distribuzione

### Edizione italiana
Una fantastica gita fu doppiato in italiano per la prima volta in occasione della trasmissione su TSI 1 nel febbraio 1995, all'interno del programma Telecicova. Questa edizione, poi utilizzata anche per l'inclusione nella raccolta home video del 2001 Le incredibili avventure di Wallace & Gromit, è caratterizzata da alcuni fuori sincrono nel doppiaggio e dalla sostituzione dei luoghi inglesi citati da Wallace (Lancashire, Cheddar, Wensleydale) con marchi di formaggi svizzeri e italiani (Emmental, Appenzeller, Parmigiano); inoltre la via in cui abitano Wallace e Gromit, West Wallaby Street, viene cambiata in "via Canguro". L'8 giugno dello stesso anno il cortometraggio fu distribuito nei cinema italiani dalla IMC come parte del programma Wallace & Gromit ed altre storie (composto da altri sei corti della Aardman). Per l'occasione ne fu realizzato un ridoppiaggio, eseguito a Roma; in questa edizione le località citate da Wallace assumono nomi di fantasia come Bassa Gruviera, Mascarpon City, Provolonia e Gorgonzola. In occasione della trasmissione su Italia 1 la vigilia di Natale del 1999, il corto fu ulteriormente ridoppiato dalla Videodelta, sotto la direzione di Santo Versace su dialoghi di Lucio J. Fois. In questa edizione, che vede Mario Brusa come doppiatore di Wallace, le località inglesi sono sostituite da nazioni europee e vengono completamente cambiate alcune battute, tra cui quella finale.

### Edizioni home video
Nel Regno Unito il film fu distribuito in VHS nel 1993 dalla BBC Video e in DVD-Video nel 2000 dalla BBC Worldwide nella raccolta Wallace and Gromit: 3 Cracking Adventures insieme ai due corti successivi. Il 2 novembre 2009 fu pubblicato in DVD e Blu-ray Disc dalla 2 Entertain Video nella raccolta Wallace & Gromit: The Complete Collection, insieme ai tre corti successivi.
In Italia il corto fu distribuito in VHS dalla BMG Video nel 1995, sia abbinato a I pantaloni sbagliati per il noleggio sia singolarmente per la vendita. L'11 ottobre 2001 fu distribuito in VHS e DVD dalla Universal Pictures nella raccolta Le incredibili avventure di Wallace & Gromit, insieme ai due corti successivi; in questa raccolta il corto è presentato col primo doppiaggio e senza sottotitoli in italiano. Il 22 luglio 2009 fu distribuito in DVD dalla Dall'Angelo Pictures, insieme ai due corti successivi, nella raccolta Wallace & Gromit – Inizia l’avventura!; qui il corto è presentato col terzo doppiaggio, e i sottotitoli sono trascritti da quest'ultimo.

## Accoglienza
Il sito Rotten Tomatoes ha raccolto 20 recensioni del cortometraggio, tutte positive, con un voto medio di 8,2 su 10. Paolo Mereghetti, nella sua recensione di Wallace & Gromit ed altre storie, ha definito il corto "carino ma ancora pionieristico".

## Riconoscimenti
Tutti i premi sono stati assegnati a Nick Park.
- 1991 – Premio Oscar[19]
  - Candidatura al miglior cortometraggio d'animazione
- 1990 – British Academy Film Awards[20]
  - Miglior cortometraggio d'animazione
- 1990 – Filmschoolfest Munich
  - Premio della giuria
- 1990 – Festival internazionale dell'animazione di Hiroshima
  - Premio del festival